# Hoa hậu châu Á (ATV)
Cuộc thi Hoa hậu châu Á của ATV (tiếng Trung: ATV 亞洲小姐競選; tiếng Anh: Miss Asia Pageant) là một cuộc thi sắc đẹp thường niên có trụ sở tại Hồng Kông do Đài truyền hình Châu Á (ATV) tổ chức và phát sóng. Bắt đầu từ năm 1985 dưới dạng một cuộc thi địa phương của Hồng Kông, cuộc thi bị gián đoạn từ năm 2000 đến năm 2003 và được tái cấu trúc thương hiệu thành một cuộc thi sắc đẹp châu Á vào năm 2004, với các thí sinh trải dài khắp lục địa châu Á. Cuộc thi đã không còn tồn tại vào năm 2015 do đơn vị tổ chức ATV đã đóng cửa.
Năm 2018, ATV thông báo rằng họ đang tái khởi động cuộc thi, sau khi chuyển đổi từ hoạt động phát sóng mặt đất sang công ty truyền thông trực tuyến. Cuộc thi sẽ do công ty CJ E&M của Hàn Quốc đồng hợp tác tổ chức, được giới truyền thông đưa tin là "thương vụ lớn nhất năm của ATV".

## Lịch sử hoạt động

### 1985–2000: Bắt đầu dưới dạng cuộc thi sắc đẹp địa phương
Với thành công của Hoa hậu Hồng Kông do đài truyền hình đối thủ Hồng Kông Television Broadcasts Limited (TVB) tổ chức, ATV bắt đầu tổ chức Hoa hậu Châu Á vào năm 1985, tìm kiếm đại diện của Hồng Kông tham gia Hoa hậu Quốc tế Châu Á Thái Bình Dương. Vào thời điểm đó, tên cuộc thi gây một chút hiểu nhầm vì Hoa hậu Châu Á thực sự được đặt tên để khớp với tên của nhà tổ chức Asia Television Limited và chỉ dành cho cư dân địa phương Hồng Kông tham gia.
Năm 1995, cuộc thi làm nên lịch sử bằng cách loại bỏ giới hạn độ tuổi đối với các thí sinh. Năm đó, Cung Tuyết Hoa (宮雪花), ở tuổi 47 trở thành thí sinh lớn tuổi nhất của Hoa hậu Châu Á, xếp thứ 5 trong cuộc thi. Ngược lại, Đào Yên Nhân (陶安仁), là thí sinh nhỏ tuổi nhất khi mới 15 tuổi.
Năm 2000, do rating thấp và thiếu nhà tài trợ, ATV thông báo rằng cuộc thi sẽ bị tạm ngừng cho đến khi có thông báo mới.

### 2000–nay: Hậu tạm ngưng và tái cấu trúc thương hiệu
Năm 2004, ATV tái khởi động cuộc thi và tái cấu trúc thương hiệu thành một sự kiện không chỉ dành cho Hồng Kông mà còn cho phần còn lại của châu Á với sự góp mặt của các thí sinh từ những khu vực khác của châu Á, cuối cùng cũng xứng đáng với tên gọi một cuộc thi sắc đẹp toàn châu Á. Tuy nhiên, cuộc thi vẫn tập trung chủ yếu vào người Hoa, với nhiều đại diện đến từ Hồng Kông, Đài Loan và Trung Quốc Đại lục, so với một thí sinh từ mỗi quốc gia còn lại.
Kể từ năm 2011, cuộc thi hoa hậu châu Á khu vực Trung Quốc chọn thí sinh Trung Quốc ở một số khu vực: Hồng Kông, Ma Cao, Trung Quốc đại lục, Đài Loan, Canada và Hoa Kỳ. Sau đó, những gương mặt xuất sắc nhất của các cuộc thi này cùng nhau tham dự Vòng chung kết Đại Trung Quốc của cuộc thi hoa hậu châu Á, cũng là vòng bán kết của Hoa hậu Châu Á ATV nhằm chọn ra khoảng 10 thí sinh vào vòng chung kết (12 thí sinh lọt vào vòng chung kết vào năm 2013). Sau đấy những thí sinh này sẽ cùng với những quán quân hoa hậu quốc gia từ các quốc gia châu Á khác để tranh vương miện Hoa hậu châu Á ATV tại Vòng chung kết.
Năm 2011, tên cuộc thi được sửa thành Hoa hậu châu Á của ATV (ATV亞洲小姐競選), điền thêm tên của nhà tổ chức vào tiêu đề để phân biệt với các cuộc thi sắc đẹp toàn châu Á khác.
Năm 2018, ATV tái khởi động toàn bộ dự án sau khi công ty chuyển đổi thành công ty truyền thông trực tuyến.

## Thí sinh chiến thắng giải lớn

### Thập niên 1980–1990
| Năm  | Quán quân                | Á quân thứ nhất       | Á quân thứ 2           | Hoa hậu ăn ảnh           | Hoa hậu thân thiện      |
| ---- | ------------------------ | --------------------- | ---------------------- | ------------------------ | ----------------------- |
| 1985 | Lê Yên San 黎燕珊        | Phan Tiên Nghi 潘銑儀 | Diệp Ngọc Khanh 葉玉卿 | không trao giải          | Châu Huệ San 朱慧珊     |
| 1986 | Lợi Trí 利 智            | Hoàng Lệ Anh 黃麗英   | Ngô Ninh 吳 寧         | Hoàng Lệ Anh 黃麗英      | Trần Dịch Thi 陳奕詩    |
| 1987 | Khâu Nguyệt Thanh 邱月清 | Lý Tinh 李 菁         | Huỳnh Ảnh Trân 黃景珍  | Khâu Nguyệt Thanh 邱月清 | Lương Thục Băng 粱淑冰  |
| 1988 | Nhạc Bội 樂 蓓           | Tăng Tiểu Yến 曾小燕  | Ngô Gia Văn 吳嘉文     | Lương Lâm Linh 梁林玲    | Huỳnh Tố Hoan 黃素歡    |
| 1989 | Ông Hồng 翁 虹           | Vạn Ỷ Văn 萬綺雯      | Triệu Tịnh Nghi 趙靜儀 | Ngũ Vịnh Vy 伍詠薇       | Trần Thục Thường 陳淑嫦 |
| 1990 | Ngô Ỷ Lợi 吳綺莉         | Thi Ỷ Liên 施綺蓮     | Dương Ngọc Mai 楊玉梅  | Dương Ngọc Mai 楊玉梅    |                         |
| 1991 | La Lâm 羅 霖             | Lê Hồng Yến 黎虹燕    | Đặng Bội Thiến 鄧佩茜  | Đặng Bội Thiến 鄧佩茜    |                         |
| 1992 | Phùng Mỹ Anh 馮美英      | Lý Tiểu Huệ 李小惠    | Âu Cẩn 歐 瑾           | Trần Ỷ Minh 陳綺明       |                         |
| 1993 | Khu Thục Trinh 區淑貞    | Vương Vy 王 薇        | Lưu Hiểu Quần 劉曉群   | Thái Mỹ Lan 蔡美蘭       |                         |
| 1994 | Lý Ni 李 妮              | Vương Huệ Nhàn 王慧嫻 | Tào Ương Vân 曹央雲    | Chung Tú Quần 鍾秀群     |                         |
| 1995 | Dương Cung Như楊恭如     | Lê Thục Hiền 黎淑賢   | Lê Tư GIa 黎思嘉       | Dương Cung Như 楊恭如    |                         |
| 1996 | Trần Vỹ 陳 煒            | Mậu Phi Lâm 繆非臨    | Từ Vận Văn 徐韻雯      | Trần Lê Lê 陳莉莉        |                         |
| 1997 | Hàn Quân Đình 韓君婷     | Quách Kim 郭 金       | Ngô Gia Huệ 吳家慧     | Quách Kim 郭 金          |                         |
| 1998 | La Lệ Ta 羅麗莎          | Huỳnh Mẫn Diệp 黃敏燁 | Diêu Gia Ni 姚嘉妮     | Huỳnh Mẫn Diệp 黃敏燁    |                         |
| 1999 | Lâu Thiến Ni 樓茜妮      | Nhiêu Lâm Hồng 饒林紅 | Trần Vy 陳 薇          | Lâu Thiến Ni 樓茜妮      |                         |

### 2004–2014, 2018–2019
| Năm  | Quán quân                                       | Á quân thứ nhất                                            | Á quân thứ 2                                                | Á quân thứ 3                                  | Hoa hậu ăn ảnh                            | Hoa hậu thân thiện                                                  |
| ---- | ----------------------------------------------- | ---------------------------------------------------------- | ----------------------------------------------------------- | --------------------------------------------- | ----------------------------------------- | ------------------------------------------------------------------- |
| 2004 | Lữ Tinh Tinh 呂晶晶 · Trung Quốc                | Vương Huệ 王 慧 · Trung Quốc                               | Phùng Tử Oánh 馮梓瑩 · Hồng Kông                            | Không trao giải                               | Hoàng Thục Linh 黃淑玲 · Malaysia         | không trao giải                                                     |
| 2005 | Vương Lỗi 王 磊 · Trung Quốc                    | In Yong Hong 洪仁穎 · Hàn Quốc                             | Địch Tương Bình 翟湘萍 · Trung Quốc                         | Không trao giải                               | In Yong Hong 洪仁穎 · Hàn Quốc            | Tomita Sachie 富田幸江 · Nhật Bản                                   |
| 2006 | Daryna Shevchenko 達蓮娜·舒夫真高 · Kazakhstan  | Mạnh Linh 孟 玲 · Ma Cao                                   | Hàn Yến 韓 燕 · Trung Quốc                                  | Không trao giải                               | Tăng Mẫn 曾 敏 · Canada                   | Anna Karina Renta 安娜嘉蓮娜·雲達 · Philippines                     |
| 2007 | Trương Gia Oánh 張家瑩 · Hồng Kông              | Ju Hee Choi 崔智熹 · Hàn Quốc                              | Tôn Thần 孫 辰 · Trung Quốc                                 | Không trao giải                               | Neha Ahuja 莉哈·歐凱智 · Ấn Độ            | Ngô Gia Tinh 吳嘉星 · Hoa Kỳ                                        |
| 2008 | Diêu Giai Văn 姚佳雯 · Trung Quốc               | Nhan Tử Phi 顏子菲 · Canada                                | Lại Lâm Ân 賴琳恩 · Đài Loan                                | Không trao giải                               | Nhan Tử Phi 顏子菲 · Canada               | DIêu Phụng Phụng 姚鳳鳳 / Lâm Thục Dung 林淑蓉 · Hoa Kỳ / Singapore |
| 2009 | Hứa Oánh 許 瑩 · Trung Quốc                     | Vương Hy Dao 王希瑤 · Ma Cao                               | Hứa Gia Tuệ 許嘉慧 · Đài Loan                               | Không trao giải                               | Vương Tân Tân 王津津 · Trung Quốc         | Trương Gia Tuệ 張加慧 · Hồng Kông                                   |
| 2010 | Vương Hân 王 欣 · Trung Quốc                    | Vita Tsybulska 維他·芝寶絲娃 · Tajikistan                  | Lưu Hiểu Trí 劉曉智 · Trung Quốc                            | Không trao giải                               | Vita Tsybulska 維他·芝寶絲娃 · Tajikistan | Waranya Kitwattana 邱淑芬 · Thái Lan                                |
| 2011 | Phùng Tuyết Băng 馮雪冰 · Trung Quốc (Bắc Kinh) | Vương Gia Mẫn 王家敏 · Hong Kong                           | Yi Joo Hong 洪利朱 · Hàn Quốc                               | Dương Hâm Đình 楊鑫婷 · Trung Quốc (Tứ Xuyên) | Yi Joo Hong 洪利朱 · Hàn Quốc             | Vasinee Veeraphong 陳思恩 · Thái Lan                                |
| 2012 | Trần Ngạn Dung 陳彥蓉 · Đài Loan                | Tề Trân Trân 齊真晨 · Trung Quốc                           | Svetlana Gulakova 絲域蘭娜‧古拉高華 · Ấn Độ                 | Không trao giải                               | Khổng Thiên Thiên 孔芊芊 · Trung Quốc     | Thitika Uchupaiboonvong 倪淑君 · Thái Lan                           |
| 2013 | Phòng Tinh Đồng 房星彤 · Trung Quốc             | Lena Dontsova 蘭娜·董素娃 · Kyrgyzstan                     | Trần Mộng Viên 陳夢圓 · Trung Quốc                          | Không trao giải                               | Lena Dontsova 蘭娜·董素娃 · Kyrgyzstan    | Lưu Á Nam 劉亞男 · Hoa Kỳ                                           |
| 2014 | Trương Dật Quân 張軼珺 · Trung Quốc             | Đường Thục Vy 唐淑薇 · Canada                              | Trần Dương Linh 陳洋鈴 · Trung Quốc                         | Không trao giải                               | Đường Thục Vy 唐淑薇 · Canada             | Đường Thục Vy 唐淑薇 · Canada                                       |
| 2018 | Vương Lộ Dao 王路瑤 · Trung Quốc                | Lý Đức Phụng 李德鳳 · Các Tiểu vương quốc Ả Rập Thống nhất | Túc Tinh Nhất 宿婧一 · Trung Quốc                           | Không trao giải                               | Vương Lộ Dao 王路瑤 · Trung Quốc          | không trao giải                                                     |
| 2019 | Giang Vũ Đình 江雨婷 · Trung Quốc               | La Tư Nhã 羅思雅 · Hồng Kông                               | Vương Khiên Á 王騫婭 · Các Tiểu vương quốc Ả Rập Thống nhất | Không trao giải                               | Ông Tử Hàm 翁子涵 · Đài Loan              | Dương Thái Vy 楊采薇 · Đài Loan                                     |

#### Xếp hạng khu vực theo số lần đăng quang
| Khu vực đại diện                     | Quán quân | Á quân | Hạng ba | Tổng số lần trong top 3 | Năm quán quân (nếu có)                                     |
| ------------------------------------ | --------- | ------ | ------- | ----------------------- | ---------------------------------------------------------- |
| Trung Quốc                           | 10        | 2      | 7       | 19                      | 2004, 2005, 2008, 2009, 2010, 2011, 2013, 2014, 2018, 2019 |
| Hồng Kông                            | 1         | 2      | 1       | 4                       | 2007                                                       |
| Đài Loan                             | 1         | 0      | 2       | 3                       | 2012                                                       |
| Kazakhstan                           | 1         | 0      | 0       | 1                       | 2006                                                       |
| Hàn Quốc                             | 0         | 2      | 1       | 3                       | Không rõ                                                   |
| Canada                               | 0         | 2      | 0       | 2                       | Không rõ                                                   |
| Ma Cao                               | 0         | 2      | 0       | 2                       | Không rõ                                                   |
| Các Tiểu vương quốc Ả Rập Thống nhất | 0         | 1      | 1       | 2                       | Không rõ                                                   |
| Kyrgyzstan                           | 0         | 1      | 0       | 1                       | Không rõ                                                   |
| Tajikistan                           | 0         | 1      | 0       | 1                       | Không rõ                                                   |
| Ấn Độ                                | 0         | 0      | 1       | 1                       | Không rõ                                                   |

## Hoa hậu châu Á tham dự sân khấu sắc đẹp Quốc tế

### Hoa hậu Thế giới
| Năm  | Hoa hậu thế giới Hồng Kông | Vị trí tại Hoa hậu châu Á | Kết quả Hoa hậu Thế giới | Dấu ấn                                                                                               |
| ---- | -------------------------- | ------------------------- | ------------------------ | --- |
| 1989 | Ông Hồng 翁虹              | Quán quân                 | Không xếp hạng           | Hoa hậu Thế giới Hồng Kông đầu tiên do ATV lựa chọn, cũng là thí sinh dẫn của Hoa hậu Thế giới 1989. |
| 1990 | Thi Ỷ Liên 施綺蓮          | Á quân thứ nhất           | Không xếp hạng           | Hoa hậu châu Á cuối tranh tài tại cuộc thi Hoa hậu Thế giới.                                         |

### Hoa hậu châu Á Thái Bình Dương
| Năm  | Hoa hậu châu Á Thái Bình Dương của Hồng Kông | Vị trí tại Hoa hậu châu Á | Kết quả Hoa hậu châu Á Thái Bình Dương         | Dấu ấn |
| ---- | -------------------------------------------- | ------------------------- | ---------------------------------------------- | --- |
| 1985 | Lê Yến San 黎燕珊                            | Quán quân                 | Á quân thứ 3                                   | Hoa hậu châu Á Thái Bình Dương đầu tiên của Hồng Kông do ATV lựa chọn, cũng như là thí sinh dẫn của Hoa hậu châu Á Thái Bình Dương 1985. |
| 1986 | Lợi Trí 利智                                 | Quán quân                 | Á quân thứ 3 Hoa hậu ăn ảnh Hoa hậu thân thiện | Thí sinh dẫn của Hoa hậu châu Á Thái Bình Dương 1986.                                                                                    |
| 1987 | Khâu Nguyệt Thanh 邱月清                     | Quán quân                 | Top 15 Áo dài đẹp nhất                         | Thí sinh dẫn của Hoa hậu châu Á Thái Bình Dương 1987.                                                                                    |
| 1988 | Nhạc Bội 樂蓓                                | Quán quân                 | Top 16 Hoa hậu Tài năng                        | Thí sinh dẫn của Hoa hậu châu Á Thái Bình Dương 1988.                                                                                    |
| 1989 | Ông Hồng 翁虹                                | Quán quân                 | Top 12 Quốc phục xuất sắc nhất Áo dài đẹp nhất | Thí sinh dẫn của Hoa hậu châu Á Thái Bình Dương 1989.                                                                                    |
| 1994 | Lý Ni 李妮                                   | Quán quân                 | Không xếp hạng                                 | |
| 1995 | Dương Cung Như 楊恭如                        | Quán quân                 | Không xếp hạng                                 | |
| 1996 | Trần Vỹ 陳煒                                 | Quán quân                 | Không xếp hạng                                 | Hoa hậu châu Á cuối tranh tài tại cuộc thi Hoa hậu châu Á Thái Bình Dương.                                                               |

### Các cuộc thi sắc đẹp khác
| Năm  | Thí sinh               | Vị trí tại Hoa hậu châu Á    | Cuộc thi                   | Vị trí tại cuộc thi sắc đẹp quốc tế              | Dấu ấn                                                                                     |
| ---- | ---------------------- | ---------------------------- | -------------------------- | ------------------------------------------------ | ------------------------------------------------------------------------------------------ |
| 1988 | Lý Tinh 李菁           | Á quân thứ nhất của năm 1987 | Hoa hậu quốc tế Wonderland | Không xếp hạng                                   | Á quân thứ nhất của Hoa hậu Hồng Kông 1987, được đại diện là thí sinh 'Hoa hậu Hồng Kông'. |
| 1988 | Hoàng Cảnh Trân 黃景珍 | Á quân thứ 2 của năm 1987    | Siêu mẫu thế giới năm 1988 | Không xếp hạng                                   |                                                                                            |
| 1989 | Viên Khiết Nghi 袁潔儀 | Top 5 của năm 1989           | Nữ hoàng của năm           | Hoa hậu toàn cầu Dream Girl                      |                                                                                            |
| 1994 | Tào Ương Vân 曹央雲    | Á quân thứ 2                 | Hoa hậu Thế giới châu Á    | Quán quân Hoa hậu ăn ảnh Quốc phục xuất sắc nhất |                                                                                            |